# Magnus Tideman
Magnus Tideman (* 9. April 1963 in Uppsala) ist ein ehemaliger schwedischer Tennisspieler.

## Karriere
In seiner Jugend trat Tideman in internationalen Konkurrenzen an. So erreichte er 1981 das Achtelfinale des Juniorenturniers von Wimbledon, welches er gegen Eric Korita verlor.
Bereits vorher, im Jahr 1980, trat er auch bei den Senioren in Barcelona an, wo er im Einzel in der ersten Runde an Ross Case scheiterte und mit Joakim Nyström im Doppel die zweite Runde erreichte. In den nächsten Jahren feierte er seine größeren Erfolge im Doppel, während er in seiner Karriere im Einzel in der ATP World Tour nie über das Viertel- und auf der Challengertour nicht über ein Halbfinale hinauskam.
Er erreichte an der Seite von Jörgen Windahl im Mai 1982 beim Challengerturnier in Tampere zum ersten Mal ein Doppelfinale, welches sie auch gewannen. Im August desselben Jahren verloren er und Rocky Royer das Finale des Challengers von Porto Alegre. Im September 1983 gewann er mit Stefan Simonsson in Bordeaux seinen einzigen Titel auf der World Tour, dies war seine erste Finalteilnahme bei einem Turnier dieser Kategorie. Bis zum April 1987 gewann er mit verschiedenen Partnern vier weitere Doppeltitel auf der Challengertour. im Sommer 1987 folgte seine zweite Finalteilnahme auf der World Tour, als er und Mikael Pernfors das Finale von Stuttgart gegen die US-Amerikaner Rick Leach und Tim Pawsat verloren. Im Januar 1988 erreichte er mit Jonas Svensson bei Herrendoppel der Australian Open das Viertelfinale, was sein bester Auftritt bei einem Grand-Slam-Turnier war.
Im Jahr 1989 war er Teil der Bundesligamannschaft des TC Weissenhof Stuttgart.
Im Jahr 1990 spielte Tideman letztmals ein Turnier auf hoher internationaler Ebene.
Nach seiner aktiven Karriere wurde Tideman Trainer. So trainierte er Thomas Johansson, als dieser den Titel bei den Australian Open 2002 den Titel gewann.

## Erfolge
| \| Legende \| \| Grand Slam \| \| Tennis Masters Cup \| \| ATP Masters Series \| \| ATP Championship Series ATP International Series Gold \| \| ATP World Series ATP International Series (1) \| \| ATP Challenger Series (5) \| |
| Legende |
| Grand Slam |
| Tennis Masters Cup |
| ATP Masters Series |
| ATP Championship Series ATP International Series Gold |
| ATP World Series ATP International Series (1) |
| ATP Challenger Series (5) |

### Doppel

#### Turniersiege

##### ATP Tour
| Nr. | Datum              | Turnier  | Belag | Partner          | Finalgegner                       | Ergebnis |
| --- | ------------------ | -------- | ----- | ---------------- | --------------------------------- | -------- |
| 1.  | 19. September 1983 | Bordeaux | Sand  | Stefan Simonsson | Francisco Yunis Juan Carlos Yunis | 6:4, 6:2 |

##### Challenger Tour
| Nr. | Datum             | Turnier  | Belag | Partner        | Finalgegner                         | Ergebnis       |
| --- | ----------------- | -------- | ----- | -------------- | ----------------------------------- | -------------- |
| 1.  | 31. Mai 1982      | Tampere  | Sand  | Jörgen Windahl | Stanislav Birner Francisco González | 6:4, 7:6       |
| 2.  | 3. September 1984 | Messina  | Sand  | Ronnie Båthman | Martín Jaite Víctor Pecci           | 1:6, 6:1, 10:8 |
| 3.  | 14. Januar 1985   | Guarujá  | Sand  | Ronnie Båthman | Carlos Gattiker Gustavo Tiberti     | 6:3, 6:2       |
| 4.  | 30. März 1987     | Agadir   | Sand  | Jim Pugh       | Tore Meinecke Carl-Uwe Steeb        | 2:6, 7:6, 6:2  |
| 5.  | 20. April 1987    | Lissabon | Sand  | Mark Dickson   | José López Maeso Alberto Tous       | 6:2, 6:4       |

#### Finalteilnahmen
| Nr. | Datum         | Turnier   | Belag | Partner         | Finalgegner           | Ergebnis |
| --- | ------------- | --------- | ----- | --------------- | --------------------- | -------- |
| 1.  | 13. Juli 1987 | Stuttgart | Sand  | Mikael Pernfors | Rick Leach Tim Pawsat | 3:6, 4:6 |